# Stenoleptura longitarsus
Stenoleptura longitarsus är en skalbaggsart som beskrevs av J. Linsley Gressitt 1935. Stenoleptura longitarsus ingår i släktet Stenoleptura och familjen långhorningar. Inga underarter finns listade i Catalogue of Life.